# Mecistoptera griseifusa
Mecistoptera griseifusa är en fjärilsart som beskrevs av George Francis Hampson 1893. Mecistoptera griseifusa ingår i släktet Mecistoptera och familjen nattflyn. Inga underarter finns listade i Catalogue of Life.